# RMS Queen Elizabeth
RMS Queen Elizabeth bio je britanski prekooceanski brod izgrađen 1940. godine. Jedan od najznačajnijih putničkih brodova u povijesti. 
Izgradnju broda, koji je nazvan po Kraljici Elizabeti, supruzi kralja Đure VI. 1936. naručila je kompanija Cunard Line, te je bio namijenjen redovnoj linijskoj plovidbi na sjevernom Atlantiku između Southamptona i New Yorka, u tandemu s drugim velikim transatlantikom kompanije Cunard Queen Mary, no prije stavljanja u službu, izbijanje drugog svjetskog rata preusmjerava ga u prevoz trupa za saveznike. Tijekom rata Queen Elizabeth je od neprijateljskih podmornica odlično štitila njegova velika brzina, i uspješno je prevezao 750 000 ljudi i preplovio 500 000 milja. Nakon rata brod je renoviran i opremljen za svoju osnovnu namjenu putničkog broda te je zajedno s Queen Mary i svojim velikim američkim konkurentom United States dominirao sjevernoatlantskim rutama. Polovinom 1960-ih sve veći zamah razvoja zračnog putničkog prometa označava kraj velikih oceanskih brodova. Queen Elizabeth povučen iz prometa 1968. i nakon nekoliko promjena vlasnika i potencijalnih namjena, Queen Elizabeth, tada preimenovan u Seawise University izgorio je i djelomično potonuo ispred Hong Konga 1972. gdje je olupina ležala do 1975.